# Bouddha
Cette page contient des caractères spéciaux ou non latins. S’ils s’affichent mal (▯, ?, etc.), consultez la page d’aide Unicode.
Pour les articles homonymes, voir Bouddha (homonymie).
Pour le premier Bouddha historique, voir Siddhartha Gautama.

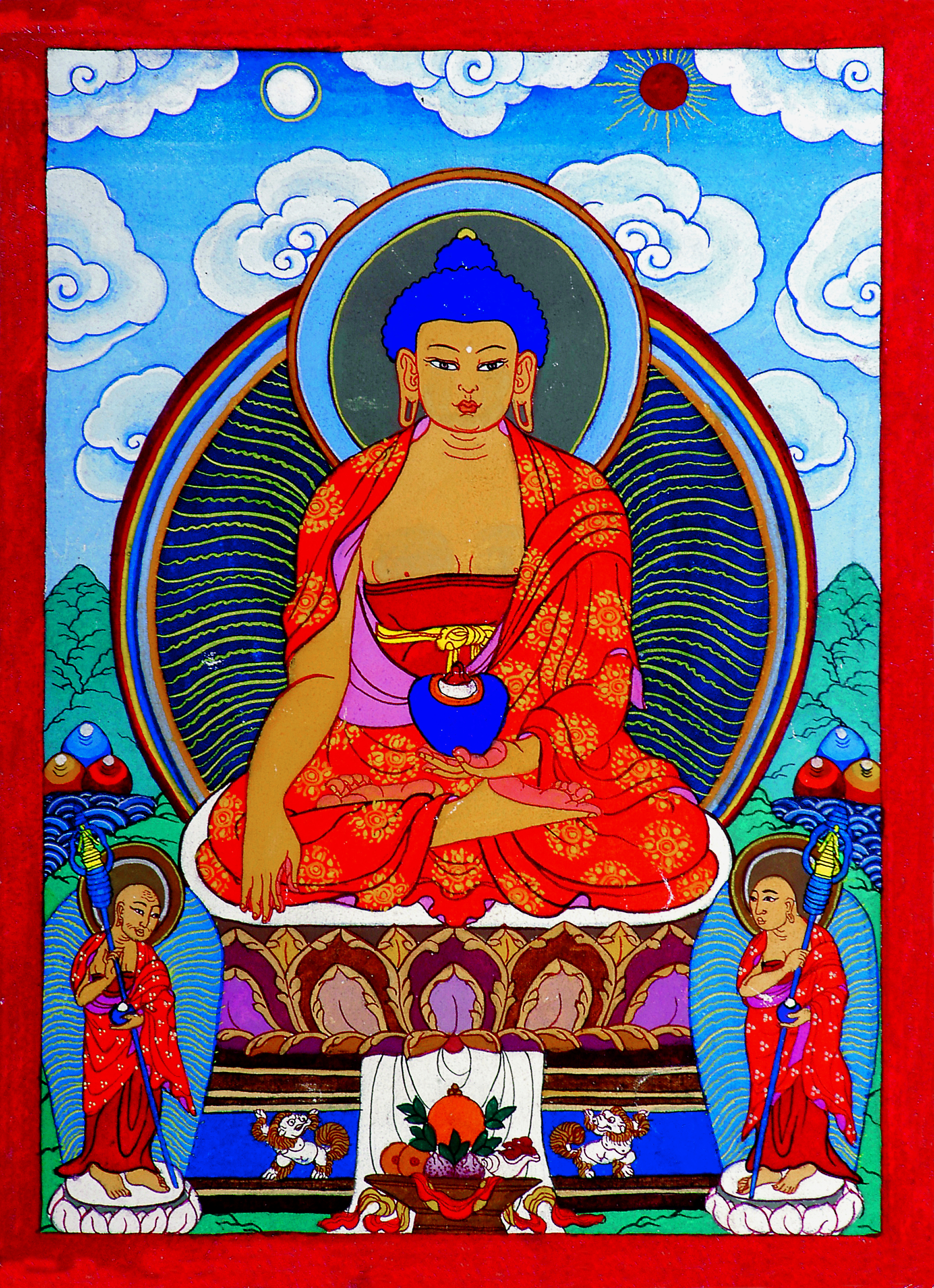
Bouddha, tempera sur coton, Thangka : Otgonbayar Ershuu

Le titre de bouddha (terme sanskrit बुद्ध buddha « éveillé », participe passé passif de la racine verbale budh-, « s'éveiller »), désigne une personne ayant, notamment par sa sagesse (prajñā), réalisé l'éveil, c'est-à-dire réalisé le nirvāna (selon le Théravada), ou transcendé la dualité saṃsāra/nirvāņa (selon le Mahāyāna). Il peut être désigné par d'autres qualificatifs : « Bienheureux » (भगवत्, bhagavat), « Celui qui a vaincu » (जिन, jina), « Ainsi-Venu » (तथागत, Tathāgata).
L'appellation de bouddha peut donc se rapporter à plusieurs personnes. Le bouddha le plus connu demeure le fondateur du bouddhisme, Siddhārtha Gautama, archétype du « bouddha pur et parfait » (सम्यक सम्बुद्ध, samyaksambuddha).

## Origine du terme
Le mot bouddha est, en sanskrit, le participe passé passif de la racine verbale budh, बुध् (de l’étymon hypothétique *bhudh par application de la loi de Grassmann). On explique la désaspiration budh-ta → bud-dha par la loi de Bartholomae.
La racine signifiant « s'éveiller » serait de même étymon indo-européen que le lituanien bundù, bùsti « éveiller », que le polonais budzić « éveiller » (racine bud' des langues slaves, cf. Dictionnaire étymologique du proto-indo-européen, Pokorny, racine bheudh) ou que le grec ancien : πυνθάνομαι (punthánomai) « s'informer » (ou encore, après des évolutions sémantiques profondes, l'allemand bieten « demander »), entre autres nombreux dérivés dans les langues indo-européennes. Le terme buddha signifie donc littéralement « qui s'est éveillé ». Les langues occidentales ont emprunté le terme sanskrit, en l'adaptant à leur orthographe (bouddha en français, Buddha en allemand, buda en espagnol, etc.).
Le mot sanskrit a été transcrit phonétiquement en moyen chinois (consulter cet article pour plus de détails) par les caractères 佛陀, se lisant alors phjut-thwa, actuellement fótuó, et abrégé en 佛 fó. Les Japonais l'ont emprunté sous la forme 仏陀 budda, transcription également phonétique, souvent abrégée en 仏 (butsu), lue également hotoke.

## Trois (Étapes) types d'éveil

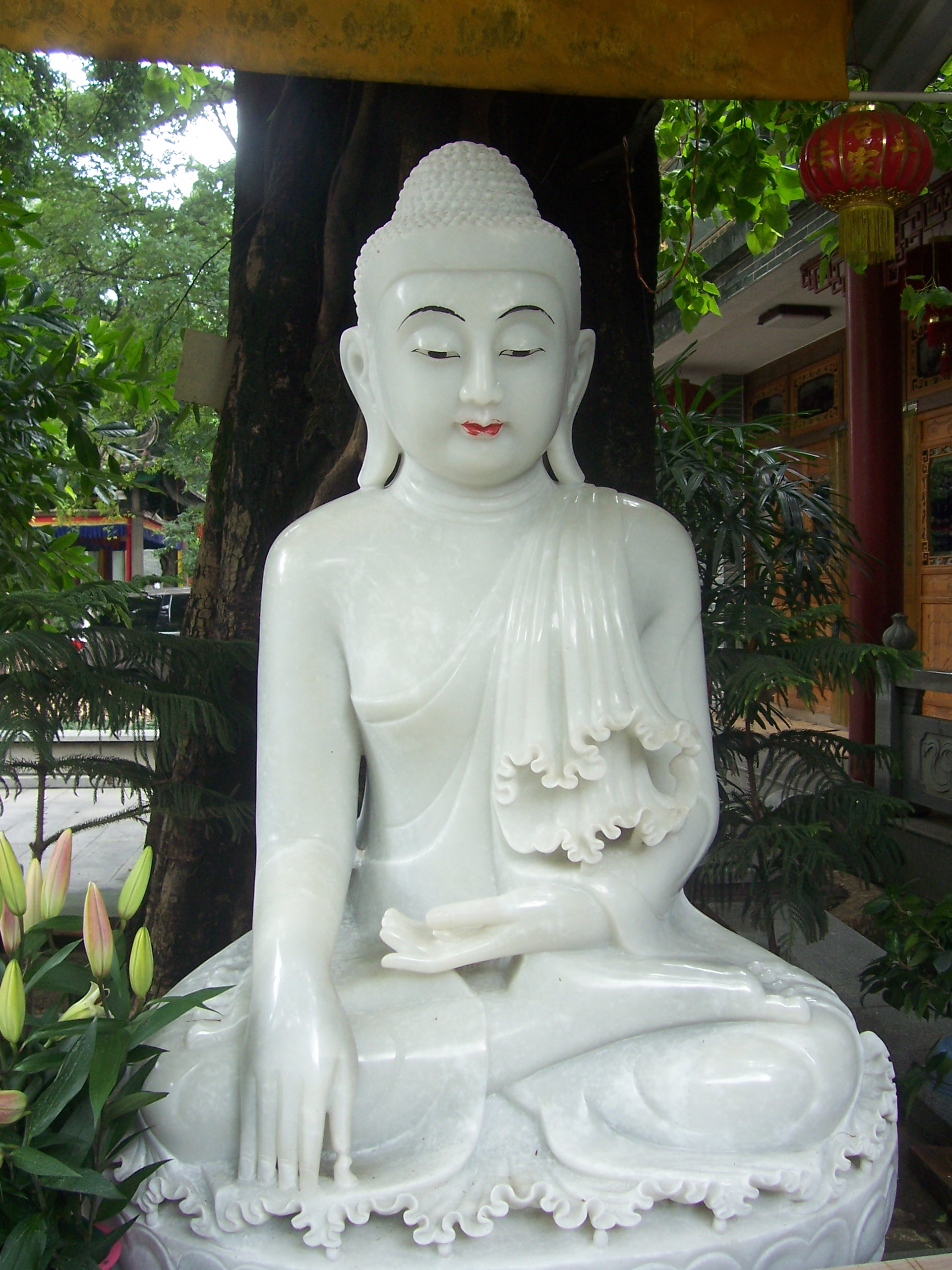
Statue de Bouddha au temple des Six Banians à Canton.

Dès l'origine, les textes pālis distinguent trois voies vers l'éveil :
- est śrāvakabuddha (sanskrit ; pāli sāvaka-buddha), auditeur, celui qui a réalisé le nirvāņa grâce à l'enseignement d'un bouddha. Il est plus souvent appelé arhat et n'est pas toujours considéré comme un bouddha. Sa pratique vers l’éveil et la libération est la « voie de l’auditeur » ou shravakayana ;
- est pratyekabuddha (sanskrit, pāli pacekka-buddha), bouddha solitaire ou bouddha-pour-soi[4],[5], celui qui a trouvé la voie par lui-même, mais n'a pas les capacités de libérer d'autres êtres. Sa pratique vers l’éveil et la libération est la « voie du bouddha-pour-soi »  (pratyekabuddhayāna (en)) ;
- est bodhisattva celui qui a formé le vœu de suivre le chemin indiqué par le bouddha Shakyamuni, a pris le refuge auprès des trois joyaux (Bouddha, Dharma et Sangha) et respecte strictement les disciplines destinées aux bodhisattvas, pour aider d'abord les autres êtres sensibles à s'éveiller, retardant sa propre libération du saṃsāra par compassion[6]. Sa pratique vers le plein éveil est la « voie du bodhisattva » (bodhisattvayâna).

Dans le bouddhisme mahâyâna, chacun de ces trois sortes de disciples peut devenir un samyaksambuddha (sanskrit, pāli sammāmsam-buddha), bouddha pur et parfait, celui qui a atteint l’éveil pur et parfait (samyaksambodhi) par lui-même et a les capacités d'enseigner le Dharma. Atteindre cet éveil demande de suivre soit la voie du bodhisattva soit la voie du Véhicule Unique exposée dans différents sūtra tels que le Sūtra du Lotus : l’ekayāna (en) (le « Véhicule Unique de l’Ainsi-venu », dans lequel les trois autres véhicules, shrāvakayāna, pratyekabuddhayāna et bodhisattvayāna, sont subsumés).
C'est ce dernier type que désigne le plus souvent le terme bouddha. L'exemple le plus célèbre en est le Bouddha historique, Shakyamuni, mais d'autres samyaksambuddha sont reconnus et vénérés. 
Après son nirvāna, un bouddha est affranchi de tout lien (samyojana), mais peut encore être affecté par la maladie ou empoisonné ; si son corps porte trente-deux marques distinctives, il est néanmoins constitué de quatre éléments et donc périssable. Cependant, certains textes évoquent la quasi-invulnérabilité du bouddha parfait, résultat du fait qu’il a évacué son mauvais karma, en particulier en sacrifiant au cours de nombreuses existences des parties de son corps, voire sa vie. La blessure infligée par Devadatta à Shākyamuni est ainsi interprétée comme le signe d’un léger reste de mauvais karma.

## Dans le Theravāda

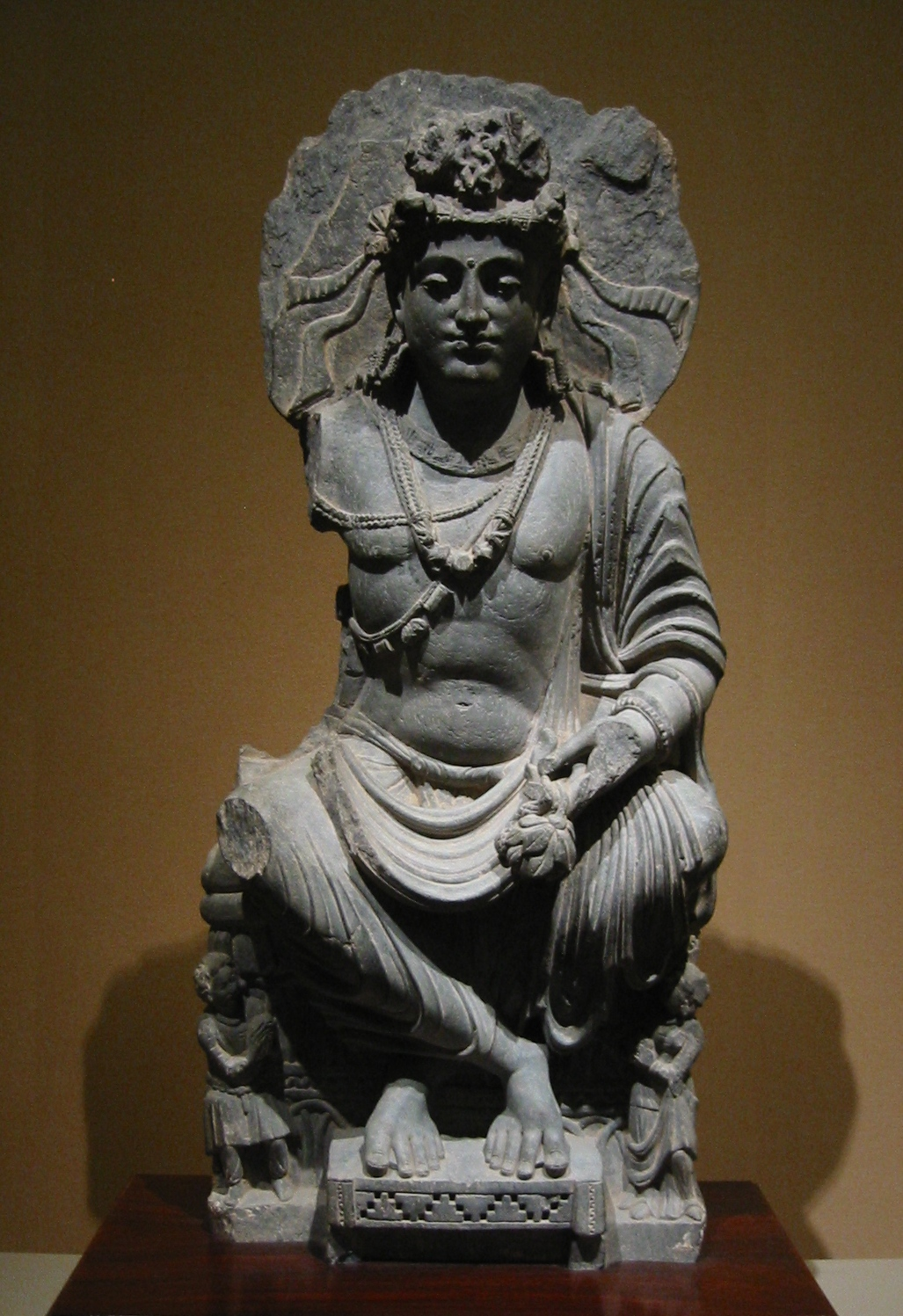
Maitreya, le bouddha du futur, avec la fiole contenant le nectar du dharma dans la main gauche ; art du Gandhara, IIe siècle.

Le bouddhisme ancien ou le bouddhisme theravāda considère que seuls de rares individus emprunteront la voie du bodhisattva, dont l'aboutissement est l'éveil pur et parfait du samyaksambuddha, qui permet de « faire tourner la roue du dharma » et de répandre la bonne doctrine dans le monde. Ils en ont fait le vœu de nombreuses existences auparavant devant un bouddha du passé. Les détails de la carrière de bodhisattva ont pu varier d’école à école. Le Buddhavamsa décrit un processus comprenant trois grands kalpas avant d’accéder à l'existence où le bodhisattva deviendra bouddha. Ayant atteint le nirvāna, le bouddha (comme l'arhat) vit sa dernière existence ; la mort signale l'extinction totale (parinirvana). 
Dès l'origine, le bouddhisme reconnaît, outre le Bouddha de notre ère, plusieurs bouddhas du passé qui l'ont précédé. Le Digha Nikaya et le Samyutta Nikaya en mentionnent six, d’autres textes vingt-quatre, le Buddhavamsa vingt-sept ; l’Apadana du Khuddaka-Nikaya va jusqu'à trente-cinq. En ce qui concerne les bouddhas à venir, Maitreya, annoncé par Gautama lui-même, est le seul connu du canon pāli, mais des textes post-canoniques comme le Dasabodhisattuppattikatha et le Dasabodhisattaddesa en comptent neuf, dont sept sont nommés avec leur lieu de résidence : Metteyya (Maitreya), Rama, Pasena, Vibhuti vivent au paradis Tusita, Subhuuti, Nalagiri, Parileyya résident au paradis Tavatimsa.

## Dans le Mahāyāna

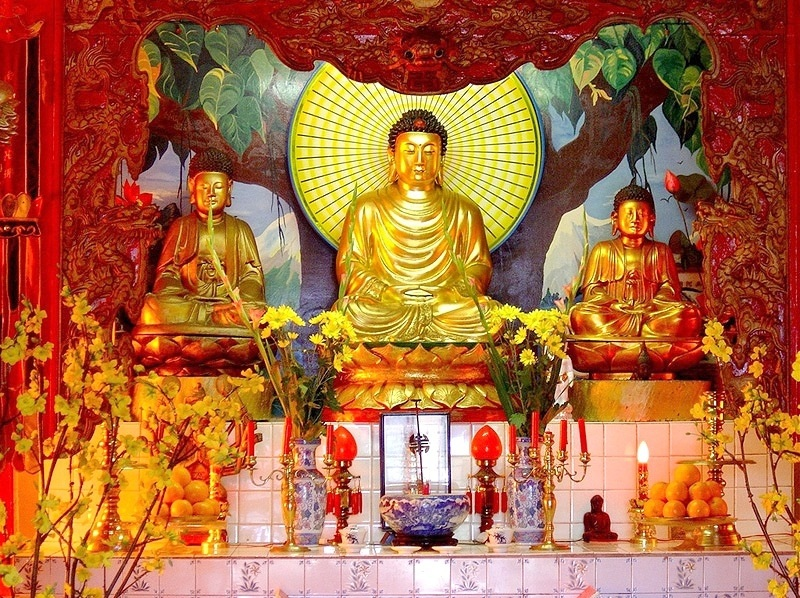
Bouddha de la pagode de Fréjus.

Selon le bouddhisme mahāyāna et vajrayāna, chacun peut avoir l'ambition de devenir bodhisattva et la nature de bouddha (tathāgatagarbha) peut être reconnue dans tous les êtres sensibles. Le bouddha n'est plus à proprement parler celui qui atteint le nirvāna, mais plutôt celui qui a transcendé la dualité samsara/nirvāna. Par ailleurs, un bouddha se manifeste sous trois aspects appelés le trikāya : 
- le « corps de transformation», nirmāṇakāya, l'apparence humaine inscrite dans l'histoire, le seul perçu par les humains ;
- le « corps de jouissance », sambhogakāya, perçu par certains bodhisattvas ;
- le « corps de dharma » absolu, dharmakāya, fruit de la sagesse la plus parfaite, nature même du bouddha, vacuité (śūnyatā) où les dualités s’annulent.

Les deux premiers corps ne sont que des moyens d'enseigner dus à la compassion.

## Dans le Vajrayāna

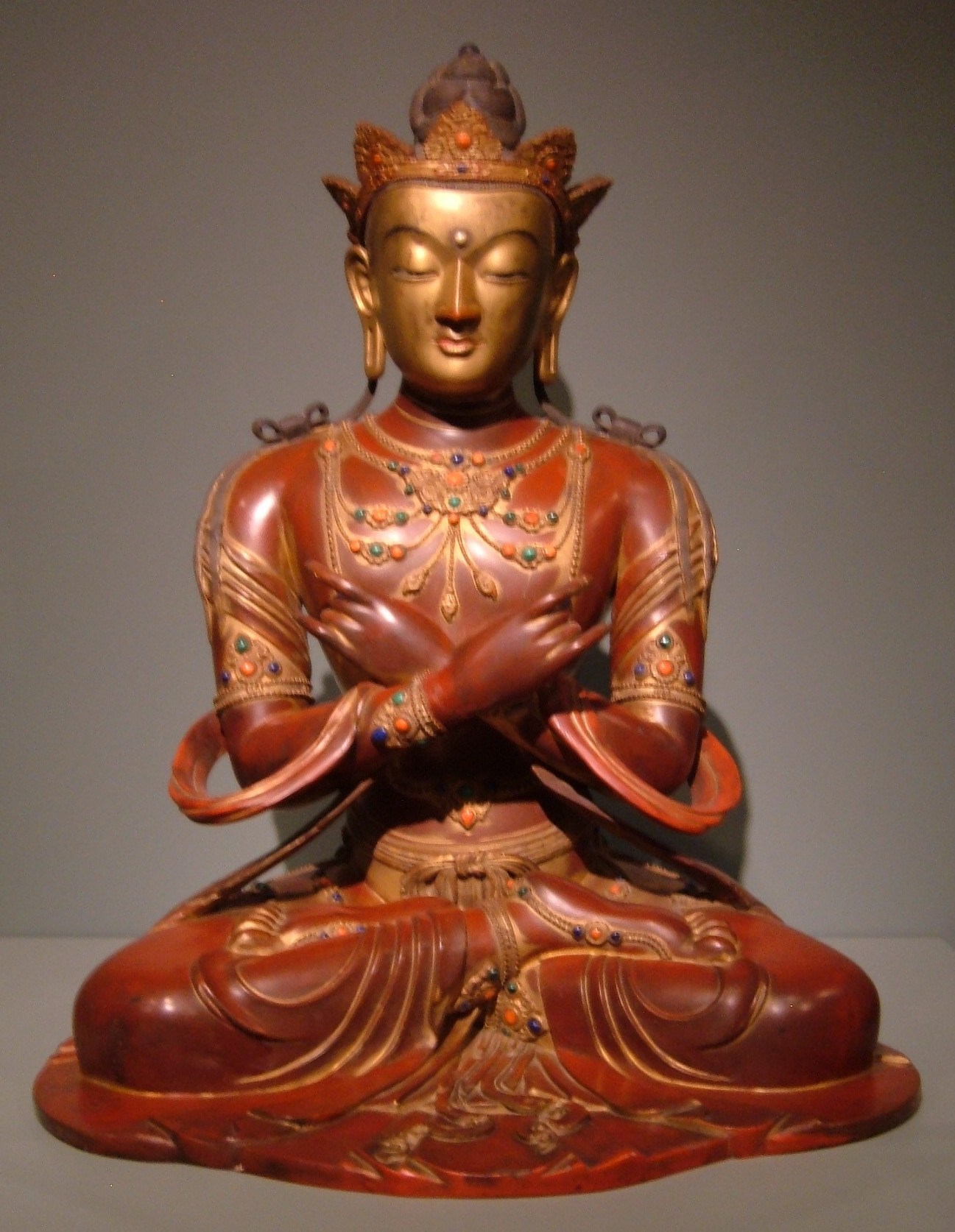
Sculpture du Bouddha Vajradhara.

Le vajrayāna (IVe siècle) reprend les concepts du mahāyāna. En outre, le corps absolu y est parfois nommé adibuddhā (tib. thogma sangya) ou « bouddha auto-créé » et peut constituer un quatrième corps sahajakāya transcendant, primordial, inchangé et indestructible, sans forme et sans action, bien qu'il puisse donner lieu à des émanations visibles. Il est nommé Vairocana dans l'école japonaise Shingon (IXe siècle), Samantabhadra dans la plus ancienne école tibétaine, Nyingmapa (VIIe ou VIIIe siècle) et Vajrasattva ou Vajradhara dans les courants ultérieurs comme Kagyupa (XIe), Sakyapa (XIe) ou Gelugpa (XIVe siècle). 
L'adibouddha engendre des émanations qui engendrent elles-mêmes d'autres émanations, bouddhas, bodhisattvas, formes courroucées, etc. Le modèle archétypal est le groupe des cinq bouddhas de méditation. Le niveau où se situe une figure donnée peut varier selon les traditions ou le type de pratique tantrique. Ainsi, Vairocana, figure centrale du groupe des cinq bouddhas, est considéré comme l'adibouddha suprême dans le courant Shingon, mais comme une émanation de l'adibouddha Samantabhadra ou Vajradhara dans le bouddhisme tibétain.

## Cent douze marques
Le corps de tout Bouddha est paré de trente-deux marques majeures et 80 marques mineures : par exemple, les pieds et les mains portent la représentation d'une roue, le sexe est caché dans une gaine, les dents sont au nombre de quarante. On compte également quatre-vingts marques mineures, comme le sexe bien développé, l'aspect juvénile du corps, les mains marquées de la svastika ou une chevelure parfumée.
Ces marques sont considérées par la plupart des bouddhistes, notamment Theravâda, comme relevant de la superstition ou du mythe, en rapport avec la tradition brahmanique de l'époque. Il semble d'autant plus improbable qu'un Bouddha puisse être identifié par des caractéristiques physiques aussi spécifiques que dans plusieurs suttas les visiteurs du Bouddha Gautama qui ne l'ont jamais vu ne parviennent pas à le reconnaître parmi les moines qui l'entourent, et doivent s'enquérir de sa présence.
De plus, si chacun peut atteindre ce statut, il est improbable que tous partagent ces mêmes caractéristiques.
Sur les représentations du Bouddha, on remarque principalement les caractéristiques suivantes :
- des lobes d'oreille allongés : en raison des lourds bijoux que portait autrefois le jeune prince Siddhartha.
- l'ourna : petite boule saillante sur le front qui symbolise le troisième œil, sur certaines statues il s'agit d'une pierre précieuse.
- l'oushnisha : protubérance de la sagesse au sommet du crâne (qui n'est pas un chignon).
- son vêtement est une pièce de tissu non taillée et non cousue, mais simplement drapée.

## Bouddhas

### Le Bouddha historique

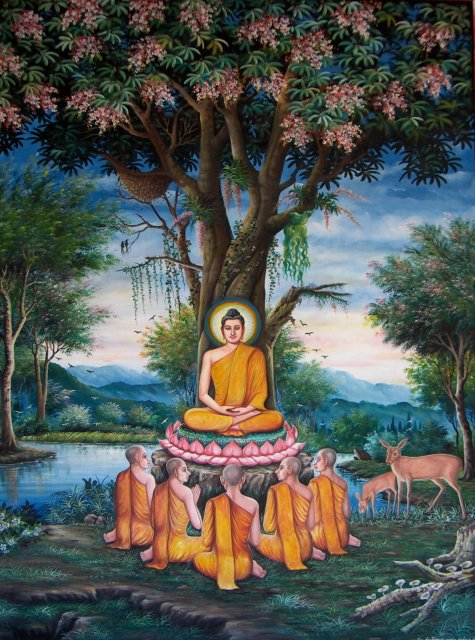
Le Bouddha prononçant le discours de Vārānasī sur les quatre nobles vérités pour le bénéfice de ses anciens condisciples, à la suite de son plein Éveil.

#### Nom et dates
Le fondateur du bouddhisme est nommé Siddhārtha Gautama ; Siddhārtha est donné comme son nom personnel, mais il s'agit probablement d'un surnom tardif. Gautama, attesté sans conteste, est probablement son gotta, mais certains y voient l’appellation « fils de Dame Gautami », du gotta de celle qui l'aurait élevé à la mort de sa mère. Il est encore appelé Gautama Bouddha, ou Shākyamuni (sage des Shakya) en raison de son appartenance à ce clan. Il porte de plus de nombreuses épithètes, comme Tathāgata, « celui qui est venu ainsi » [prêcher la bonne Loi].  Vue l’origine du mot comme de sa racine verbale budh- (« s'éveiller »), le titre de Bouddha lui fut probablement accordé par ses disciples. 
Les récits de sa vie, tout d’abord transmis oralement, n'ont été mis par écrit pour la première fois que quelques centaines d’années après sa mort et mélangent métaphysique et légende. Certains épisodes, tel celui où il apaise un éléphant furieux que son cousin jaloux Devadatta aurait lâché contre lui, peuvent être d’authentiques souvenirs historiques contrairement à ses conversations avec les dieux ou sa téléportation instantanée au Sri Lanka. Au fil du temps, une riche légende s’est développée dans les jatakas. En tout état de cause, l’existence d’un Gautama-Shakyamuni fondateur du bouddhisme n'est pas mise en doute. Il aurait vécu aux environs du VIe siècle av. J.-C. et serait mort vers quatre-vingts ans. 

Selon les chroniques historiques du Sri Lanka, il est né en 563 av. J.-C. La plupart des sources s’accordent également pour dire qu’il est décédé aux alentours de l’an 480 av. J.-C. D’autres sources, moins consensuelles, comme les calculs de Ui Hakuju, évoquent l’année 383 av. J.-C. comme date de sa mort, ce qui donnerait 460 comme date de naissance basé sur le consensus des biographies indiquant que le bouddha avait vécu 80 ans. La tradition pali la plus ancienne considère que les dates de sa naissance et de sa mort sont respectivement 624 av. J.-C. et 544 av. J.-C. Toutes les traditions concordent sur le fait que Siddhārtha Gautama est contemporain des deux rois du Magadha, Bimbisâra et son fils Ajatasattu, qui lui apportèrent souvent leur soutien.

#### Les débuts
Māyādevī, épouse de Suddhodana, modeste souverain (élu) du petit royaume de Kapilavastu constitué par une confédération des tribus Shākyas, se rend chez sa mère à la fin de sa grossesse. Alors qu’elle passe à proximité d’un bois sacré de Lumbini, petit village du Népal non loin de Kapilavastu, elle est prise de douleurs. Elle accouche d'un garçon sous un sal. Les légendes prétendent que la mère du Bouddha l’aurait conçu en songe, pénétrée au sein par un éléphant blanc à six défenses, que la naissance aurait été indolore et que le sal aurait abaissé tout exprès l’une de ses branches pour qu'elle l'attrape, tandis que les divinités brahmaniques faisaient pleuvoir des pétales de fleurs. Sitôt né, l'enfant se serait mis debout et aurait pris possession symboliquement de l'Univers en se tournant vers les points cardinaux, ou aurait fait sept pas vers le nord et poussé « le rugissement du lion », métaphore de la doctrine bouddhique. 
La légende, encore, raconte que son père fait venir, soit le seul voyant Asita, soit les huit voyants les plus célèbres du royaume. Les sept premiers prédisent au jeune homme un avenir brillant de successeur de son père, le dernier qu'il quittera le pays. Le roi aurait fait enfermer le mauvais augure. Sa mère meurt vite (sept jours après selon la tradition) car Siddhārtha est élevé par Prajapati Gautami qui serait sa tante maternelle et la coépouse de Shuddhodana.
Le jeune prince étudie les lettres, les sciences, les langues, s’initie à la philosophie hindoue auprès d’un brahmane. Un officier lui apprend à monter à cheval, à tirer à l'arc, à combattre avec la lance, le sabre et l'épée. Les soirées sont consacrées à la musique et parfois à la danse. Plus tard, il tombe amoureux et épouse à l'âge de seize ou vingt ans Yashodhara, sa cousine germaine, fille d'un seigneur du voisinage. Les nouveaux époux emménagent dans trois petits palais : un de bois de cèdre pour l'hiver, un de marbre pour l'été et un de briques pour la saison des pluies. Après dix ans de mariage, ils donnent naissance à un garçon nommé Rahula.

#### Ascèse et éveil
Siddhārtha, qui s'ennuie dans le palais, entreprend un jour une promenade qui le marquera profondément. Il rencontre successivement un vieillard qui marche avec peine, un pestiféré couvert de bubons purulents, une famille en larmes qui transporte le cadavre d'un des siens vers le bûcher, et enfin un bhikshu, moine mendiant qui, un bol à la main, quête sa nourriture sans cesser de garder les yeux baissés.
À 29 ans, le prince comprend alors que si sa condition le met à l'abri du besoin, rien ne le protègera jamais de la vieillesse, de la maladie et de la mort. Il s'éveille une nuit en sursaut et demande à son serviteur, Chandaka, de harnacher son cheval. Les deux hommes galopent jusqu'à un bois proche du palais. Siddhārtha abandonne à son serviteur manteau, bijoux et cheval et endosse la tenue d'un pauvre chasseur. Il lui demande de saluer à sa place son père, sa mère adoptive et sa femme et de leur dire qu'il les quitte pour chercher la voie du salut.
Gautama entreprend alors une vie d'ascèse et se consacre à des pratiques méditatives austères. Six ans plus tard, alors qu'il se trouve dans le village de Bodh-Gayâ, il prend conscience que ces pratiques ne l'ont pas mené à une plus grande compréhension des choses et accepte un bol de riz au lait des mains d'une jeune fille du village, Sujata, mettant ainsi fin à ses mortifications. Il préconise la voie moyenne qui consiste à nier les excès, refusant autant l'austérité excessive que le laxisme. Jugeant cette décision comme une trahison, les cinq disciples qui le suivaient l'abandonnent. 
Il se concentre dès lors sur la méditation, inspiré par le souvenir d’un instant de concentration spirituelle ressentie enfant, alors qu’assis sous un arbre il assistait à la cérémonie d’ouverture des labours présidée par son père.
Siddhārtha Gautama prend alors place sous un pipal (Ficus religiosa), faisant vœu de ne pas bouger avant d'avoir atteint la Vérité. Plusieurs légendes racontent comment Māra, démon de la mort, effrayé du pouvoir que le Bouddha allait obtenir contre lui en délivrant les hommes de la peur de mourir, tente de le sortir de sa méditation en lançant contre lui des hordes de démons effrayants et ses trois filles séductrices. Mais c'est peine perdue et à l'âge de 35 ans Bouddha accède à l'éveil, une main posée sur le sol, dans la posture de prise de la terre à témoin de ses mérites passés. Il affirme être parvenu à la compréhension totale de la nature, des causes de la souffrance humaine et des étapes nécessaires à son élimination. Il insistera toujours sur le fait qu'il n'est ni un dieu, ni le messager d'un dieu, et que l'illumination (bodhi) ne résulte pas d’une intervention surnaturelle, mais d'une attention particulière portée à la nature de l'esprit humain ; elle est donc possible pour tous les êtres humains.

#### Chef du premier sangha (communauté spirituelle)
Durant les quarante-cinq dernières années de sa vie, Bouddha voyage dans la région du Gange et de ses affluents. Il enseigne sa pratique méditative et fonde la communauté des moines et nonnes bouddhistes, le sangha, afin que ses enseignements se perpétuent après sa disparition. Son école bénéficie généralement du soutien des rois de Magadha et survit à une première tentative de schisme de la part de Devadatta.
Sentant sa mort venir, il demande à son disciple Ananda de lui préparer un lit entre deux sals et décède à Kusinara dans l'actuel Uttar Pradesh, à l'âge de quatre-vingts ans. Il rassure le forgeron Chunda qui lui a offert son dernier repas et s’inquiète, au vu des symptômes, d'avoir peut-être intoxiqué l'ascète. Le nom du plat servi, sūkaramaddavam, se composerait de « porc » (sūkara) et « délice » (maddavam), mais sa nature exacte, porc ou champignons (délice des porcs), reste inconnue. En tout état de cause, si le végétarisme est un idéal bouddhiste, les moines et nonnes, qui mendient leur nourriture, sont encouragés à accepter toutes les offres qui leur sont faites, mêmes carnées.
Il s'installe en parinirvana dans la forêt afin de parachever sa libération.
Les derniers mots du Bouddha sont : « L'impermanence est la loi universelle. Travaillez avec diligence à votre propre salut. »

#### Homme modèle
Les écritures bouddhistes qui évoquent la vie et le caractère de Bouddha parlent de :
- son éducation achevée et sa formation dans les domaines appropriés à un guerrier aristocrate, tels que les arts martiaux, la gestion des domaines agricoles et la littérature, mais également sa compréhension profonde des idées religieuses et philosophiques de sa culture et de son temps. Siddhārtha Gautama était un homme sportif, compétent en arts martiaux tels que la lutte et le tir à l'arc, qui pouvait parcourir des kilomètres et camper dans la nature sauvage ;
- son enseignement idéal, qui trouve toujours la métaphore appropriée, et qui adapte à la perfection son message à son auditoire, quel qu'il soit ;
- son courage et sa sérénité en toutes circonstances, aussi bien lors d'une discussion religieuse que face à un prince parricide (Ajatasattu) ou à un meurtrier. Il fait cependant preuve d'exaspération lorsque des moines déforment ses enseignements ;
- sa modération dans tous les appétits corporels. Il garde le célibat depuis l'âge de vingt-neuf ans jusqu'à sa mort. Il sera également indifférent à la faim et aux rigueurs du climat.

### Dipankara
Dipankara est l'un des nombreux bouddhas du passé. C'est durant son ère que le futur Siddhārtha Gautama prononça le vœu de devenir bouddha dans le futur ; Dipankara lui assura qu'il le serait. Leur rencontre est un thème iconographique souvent traité dans le bouddhisme d'Asie centrale.

### Bhaisajyaguru
Bhaisajyaguru est un autre bouddha du passé dont l'aide est sollicitée pour lutter contre les maladies et les calamités. Il est parfois appelé bouddha médecin.

### Maitreya
Maitreya est parfois appelé le bouddha du futur : tant le mahāyāna que le hīnayāna le considèrent comme le prochain bouddha. La Prophétie de Maitreya décrit sa venue. Il naîtra dans une famille brahmane, alors que Siddhartha Gautama était de la caste militaire et fonctionnaire kshatriya.

### Amitābha
Amitābha ou Amida (japonais) est un bouddha ignoré du courant hīnayāna. Il règne sur le « paradis occidental de la Terre pure ». La récitation de son nom est une pratique importante de l'école dite de la Terre pure dont il est la déité principale ; certaines branches considèrent même que cet exercice suffit à donner accès à son paradis. Il a aussi sa place dans le bouddhisme vajrayāna comme l'un des cinq bouddhas de méditation.

### Dhyanibuddhas
Les cinq dhyanibuddhas, « bouddhas de méditation » ou « bouddhas de sagesse » du vajrayana, sont les émanations de l'adibuddha primordial représentant les divers aspects de la conscience d’illumination (dhyani). Ce sont Vairocana (ci-dessous), Amitābha (ci-dessus), Akshobhya, Amoghasiddhi et Ratnasambhava.

### Vairocana
Vairocana, ou Maha Vairocana « Grand soleil » ou « Grande lumière », est le bouddha central du groupe des cinq dhyanibuddhas du vajrayāna ; il est particulièrement important dans le bouddhisme tantrique japonais Shingon où il est l'adibouddha primordial. Il joue aussi un rôle central dans les écoles mahāyāna chinoises et japonaises Tiantai-Tendaï et Huayan-Kegon.

### Samantabhadra
Habituellement considéré comme un bodhisattva, Samantabhadra est le bouddha primordial de la tradition nyingma, « de l'ancienne traduction », du bouddhisme tibétain.

### Vajradhara
Vajradhara est le bouddha primordial dans les traditions Sarmas, « de la nouvelle traduction », du bouddhisme tibétain.

### Bouddha et l'hindouisme
Dans certaines branches de l'hindouisme, Bouddha est considéré comme la neuvième incarnation (avatar) du Dieu Vishnou.
D'après le texte sacré hindou vishnouite, le Bhāgavata Purāṇa, « Vishnou prit la forme de Bouddha pour tromper les Asuras. En conseillant aux démons d'abandonner les Védas, il contribua à diminuer leur pouvoir et à rétablir la suprématie des dieux ».
Dans la section Dasavatara-stotra de son Gita Govinda, le célèbre poète vaïshnava Jayadeva Goswami (XIIIe siècle) considère Bouddha comme un des dix avatars principaux de Vishnou du fait de son œuvre contre les rituels sanglants, et lui écrit une louange comme suit :

« Ô Késhava ! Ô Seigneur de l'univers ! Ô Seigneur Hari, qui a pris la forme de Bouddha ! Toute la splendeur vous appartient ! Ô Bouddha au cœur compatissant, vous dénoncez l'abattage des pauvres animaux exécutés lors des rituels védiques. »

Cette dernière théorie correspond à l'idée que Vishnou descendit sur terre pour mettre fin à l'attitude dévoyée de brahmanes et purifier l'hindouisme : la nouvelle doctrine qu'il prêcha en tant que Bouddha expliquait que tout un chacun pouvait s'échapper du cycle des réincarnations par un comportement exemplaire, lié en premier lieu à l'Ahimsâ.